# Karl Friedrich Elsäßer
Karl Friedrich Elsäßer (* 28. Mai 1746 in Stuttgart; † 7. Juli 1815 in Tübingen) war ein deutscher Jurist und  Professor der Rechte in Erlangen und an der Hohen Karlsschule in Stuttgart.

## Leben und Wirken
Karl Friedrich E. Elsäßer wurde am 28. Mai 1746 als Kind des Expeditionsrates Jakob Friedrich Elsässer und Friederike Magdalena Golther in Stuttgart geboren. 1772 heiratete er Christiane Stockmaier. 1773 kam ihre gemeinsame Tochter Wilhelmine in Stuttgart zur Welt. (Wilhelmine wurde später die Mutter von Wilhelm Hauff und Hermann Hauff.)
Er besuchte das Gymnasium seiner Heimatstadt, studierte von 1764 bis 1769 in Tübingen und Göttingen und wurde 1768 in Tübingen Lizenziat der Rechte und würtenbergischer Hofgerichtsadvokat. Im Jahre 1770 hielt er sich einige Monate in Wetzlar auf, zog dann zurück nach Stuttgart und praktizierte dort als Anwalt. 1775 wurde er an die Universität Erlangen berufen und nahm dort einen Lehrstuhl an. 1776 wurde er dort Hofrat. Im Sommersemester 1778 war er Kanzler der Hochschule. Zusammen mit Christian Gottlieb Gmelin gab Elsäßer zwischen 1776 und 1778 das kritische Journal Neueste juristische Litteratur, und Gemeinnützige juristische Beobachtungen und Rechtsfälle heraus. 1778 schloss er sich der Freimaurerloge „zu den 3 Cedern“ in Stuttgart an. 1784 ging Elsäßer als Regierungsrat und Professor der Rechte an die Carlsschule Stuttgart. 1807 wurde er Oberappellationsrat in Tübingen, wo er am 7. Juli 1815 verstarb.

## Schriften (Auswahl)
- Vermischte Bemerkungen in Beziehung auf Kanzleikollegien und Kanzleipersonen. Felsecker, Nürnberg 1781.

- Leitfaden zum Gebrauch bei seinen Vorlesungen über die Theorie der Kanzleipraxis. Palm, Erlangen 1783.

- Vermischte Beiträge vorzüglich zum Kanzleiwesen. Palm, Erlangen 1783.
- Ueber den Geschäftsgang von der Absendung der Akten an Reichskollegien an, bis zur Eröfnung des eingehohlten Urtheils. Erhard und Franz Christian Löflund, Stuttgart 1792.
- Einige Bemerkungen über akademische Gegenstände. Erhard und Löflund, Stuttgart 1793.
- Grundsaeze des ordentlichen Prozesses. 4. Aufl. Erhard, Stuttgart 1806.